# 3. běloruský front
3. běloruský front (rusky 3-й Белорусский фронт) byl název vojenského svazku Rudé armády za druhé světové války.

## Historie
3. běloruský front vznikl 24. dubna 1944 podle rozkazu Hlavního stanu z 19. dubna, kterým byl Západní front rozdělen na 2. a 3. běloruský front.
Počínaje 23. červnem 1944 se vojska frontu účastnila Běloruské útočné operace. Během ní postoupil front do hloubky 500 km, osvobodil Vitebsk, Oršu, Borisov, Minsk, Vilnius, Kaunas a začátkem července došel na hranice východního Pruska. V říjnu 1944 se levé křídlo frontu podílelo na Memelské operaci 1. pobaltského frontu, přičemž postoupilo na 60 km do východního Pruska. Od ledna do dubna 1945 front společně s 2. běloruským frontem ve Východopruské operaci v úporných bojích Východní Prusko dobyl.
15. srpna 1945 byl 3. běloruský front podle příkazu Hlavního stanu z 9. července zrušen, z jeho velitelství bylo vytvořeno velitelství Baranovičského vojenského okruhu.

## Podřízené svazky
- 5. armáda (24. dubna 1944 – 20. dubna 1945)
- 31. armáda (24. dubna 1944 – 2. dubna 1945)
- 39. armáda (24. dubna – 3. července 1944, 16. července 1944 – 6. února 1945 a 25. února – 1. května 1945)
- 1. letecká armáda (24. dubna 1944 – 15. srpna 1945)

- 2. gardová armáda (20. prosince 1944 – 15. srpna 1945)
- 11. gardová armáda (27. května 1944 – 13. února 1945 a 25. února – 15. srpna 1945)
- 3. armáda (10. února – 16. dubna 1945)
- 21. armáda (17. listopadu – 1. prosince 1944)
- 28. armáda (13. října 1944 – 1. dubna 1945)
- 33. armáda (6. července – 10. září 1944)
- 43. armáda (20. ledna – 13. února a 25. února – 24. dubna 1945)
- 48. armáda (11. února – 15. srpna 1945)
- 50. armáda (11. února – 15. srpna 1945)
- 5. gardová tanková armáda (23. června – 17. srpna 1944 a 11. února – 15. srpna 1945)
- 3. letecká armáda (únor – 7. května 1945 a 9. května – 15. srpna 1945)

## Velení
Velitel
- 24. dubna 1944 – 18. února 1945 generálplukovník (od 26. června 1944 armádní generál) Ivan Danilovič Čerňachovskij
- 18. února 26. dubna 1945 maršál Sovětského svazu Alexandr Michajlovič Vasilevskij
- 26. dubna 1945 – 15. srpna 1945 armádní generál Ivan Christoforovič Bagramjan

Člen vojenské rady
- 24. dubna 1944 – 15. srpna 1945 generálporučík Vasilij Jemeljanovič Makarov

Náčelník štábu
- 24. dubna 1944 – 15. srpna 1945 generálporučík (od 23. srpna 1944 generálplukovník) Alexandr Petrovič Pokrovskij